# Arabi (Louisiana)
Arabi is een plaats (census-designated place) in de Amerikaanse staat Louisiana, en valt bestuurlijk gezien onder St. Bernard Parish.

## Demografie
Bij de volkstelling in 2000 werd het aantal inwoners vastgesteld op 8093.

## Geografie
Volgens het United States Census Bureau beslaat de plaats een oppervlakte van
5,5 km², waarvan 4,6 km² land en 0,9 km² water.

## Plaatsen in de nabije omgeving
De onderstaande figuur toont nabijgelegen plaatsen in een straal van 8 km rond Arabi.